# Teriomima zuluana
The Zulu Buff (Teriomima zuluana) là một loài bướm ngày thuộc họ Bướm xanh. Nó được tìm thấy ở Nam Phi ở đó nó is rare và localised. Nó có thể được tìm thấy ở coastal lowland forests in bắc KwaZulu-Natal from False Bay phía bắc to Kosi Bay và inland to the Makathini Flats và the Tembe Elephant Park.
Sải cánh dài 23–28 mm đối với con đực và 24–30 mm đối với con cái. Con trưởng thành bay từ tháng 10 đến tháng 11 và một lần nữa vào cuối hè. Có 2 lứa một năm.
Ấu trùng ăn Cyanobacteria species.